# Aexylium
Aexylium (trascritto Æxylium) è un gruppo musicale italiano formatosi nel 2014 a Varese, Lombardia.

## Storia del gruppo
Fondato nell'autunno del 2014 dall'idea del batterista Matteo Morisi (batteria) insieme a Roberto Cuoghi (chitarra) ai quali si aggiungono Fabio Buzzago (chitarra), Steven Merani (voce) e Gabriele Cacocciola (basso), andando a comporre la primissima formazione. 
Con l'aggiunta dei nuovi musicisti Gabriele Guarino (flauto), Meg (violino) e Stefano Colombo (tastiere), la band comincia ad esibirsi in vari festival a tema folk-celtico a partire dall'estate del 2015. 
Nel 2018 pubblicano il primo LP "Tales from this land" con l'etichetta discografica Underground Symphony 
Seguono vari cambi di formazione, nel 2017 la violinista Meg viene sostituita stabilmente da Federico Bonoldi e nel 2018 al flauto subentra Leandro Pessina; nel mentre la band si porta ad esibirsi in vari festival del nord e centro Italia. 
Prima di cominciare le registrazioni del secondo album (The fifth season), all'inizio del 2020 il chitarrista Roberto Cuoghi viene sostituito con Andrea Prencisvalle. Sempre nel 2020 la band ha l'occasione di esibirsi presso il Castello Sforzesco di Milano per l'evento Climate XLife 2.0 . 
Il secondo album The fifth season viene pubblicato nel 2021 sotto l'etichetta discografica Rockshots Records, segue anche la prima esibizione all'estero, al Backstage di Monaco di Baviera. L'album vede anche l'ingresso del soprano Arianna Bellinaso, presente in alcuni brani e nel videoclip della traccia Mountains; la collaborazione con la cantante diventerà sempre più frequente anche in sede live, entrando nella formazione fissa nel 2025.
A fine 2021 Matteo Morisi e Andrea Prencisvalle lasciano la band, entrano nella formazione Alberto Mezzanotte alla batteria e Thalia Bellazecca alla chitarra, entrambi provenienti dai Frozen Crown, mentre l'anno seguente è Steven Merani a terminare la collaborazione con la band.
A inizio 2023, con il nuovo cantante Samuele "Sam" Biganzoli, la band si esibisce in alcune date in Italia e in Germania, mentre i lavori di composizione riprenderanno nel 2024 a seguito della sostituzione di Thalia con Luca Perrone (chitarrista degli Apple Sauce) dopo due anni di attività con la band.
A Maggio 2025 la band pubblica il terzo album, Myth of Mankind, sempre per Rockshots, per la prima volta senza Stefano alle tastiere.

## Formazione
- Fabio Buzzago - chitarra, voce (2014-presente)
- Gabriele Cacocciola - basso (2014-presente)
- Federico Bonoldi - violino (2017-presente)
- Leandro Pessina - flauto, bouzouki, whistles (2018-presente)
- Alberto Mezzanotte - batteria (guest 2020-2021), (2022-presente)
- Samuele "Sam" Biganzoli - voce (2023-presente)
- Luca Perrone - chitarra (2024-presente)
- Arianna Bellinaso - voce soprano (guest 2021-2024), (2025-presente)

### Ex componenti
- Roberto Cuoghi - chitarra (2014-2020)
- Matteo Morisi - batteria (2014-2021)
- Steven Merani - voce (2014-2022)
- Stefano Colombo - tastiere, voce (2015-2024)
- Gabriele Guarino - flauto (2014-2018)
- Meg - violino (2015-2017)
- Andrea Prencisvalle - chitarra (2020-2022)
- Thalia Bellazecca - chitarra (2022-2024)

## Discografia

### Album in studio
- 2018 – Tales from this land
- 2021 – The fifth season
- 2025 – Myth of Mankind